# Bergklintska skolan
Bergklintska skolan var en svensk flickskola i Ängelholm, aktiv mellan 1857 och 1909. 
Skolan grundades i Ängelholm 1857 av tre ogifta systrar: Olivia, Louise och Antonia Bergklint (död 1890). Skolan började med 12 elever, men hade under 1880-talet ett elevantal på 60 årligen och elva lärare (sju kvinnor och fyra män). Bergklintska skolan tillhörde den första generation flickskolor i Sverige som anpassade sin undervisning efter de "högre flickskolornas" kvalitet i både ämnen och lärokursplan. Trots att den motsvarande kraven för statligt understöd mottog den dock inget sådant. Skolan tillhörde eliten av svenska flickskolor, något som också avspeglades i att skolan hade stort anseende och mottog elever från hela Sverige och därför också delvis var ett internat. Systrarna Bergklint beröms för sitt engagemang och förmåga att inpränta kunskap genom att levandegörande intresse för sina ämnen.  
1896 uppgick skolan i den lokala Elementarskolan för flickor (tidigare Boysenska skolan). När det lokala gossläroverket år 1905 omvandlades till statlig samskola avvecklades försvann behovet av flickskolan, som därmed avvecklades 1909.